# Izvršna vlast
Izvršna vlast (egzekutiva) predstavlja vrh vlasti u političkom sustavu na kojem se kreira politika i kroz koji se ta politika provodi. Osnovna funkcija ove vlasti jest izvršavanje zakona, koje u pravilu donosi zakonodavna vlast, odnosno donosi pravne akte potrebne za njihovo izvršenje (npr. uredbe, odluke, pravilnike, naputke i ostalo).
U modernim državama, unutar izvršne vlasti postoji dva tijela - državnog poglavara (predsjednik republike ili monarh) i vlade. Ustavno-pravni odnos između državnog poglavara i vlade određuje o kojoj se vrsti sustava radi.
Moguće je odlikovati dva velika odsječaka izvršne vlasti a) izvršno-politički odsječak 
( državni poglavar i vlada) b) državna uprava ( ministarstva, ravnateljstva, uprave…)
Tri modela formiranja vlade:
- parlamentarna vlada (Poglavar države obično predlaže predsjednika vlade, dok parlament bira i predsjednika vlade i ministre iz redova parlamentarne većine. Vlada je politički odgovorna parlamentu i podnosi ostavku ako izgubi njegovo povjerenje.)
- polupredsjednički (ili mješoviti) sustav (Mješovite osobine predsjedničke i parlamentarne republike. Predsjednik republike imenuje i razrješava predsjednika vlade i ministre, koji zatim moraju dobiti potvrdu parlamenta.)
- predsjednička vlada (Šefa države se bira na općim izborima, te je stoga stvarni predstavnik naroda. Sam postavlja članove i vodi rad vlade. Vlada je samo njemu odgovorna.)

Odnos prema: 
- a)	parlamentu – vlada imenuje parlament, vlada formalno može biti podređena predstavničkom tijelu koje je jedino ovlašteno donositi zakone i izraz narodnog suvereniteta.
- b) upravi – vlada koordinira rad svih ministarstva i nadzire cjeloukupnu upravu uključivši i javne službe. Uprava provodi politiku izvršne vlasti.